# Фарли, Джон Мёрфи
Джон Мёрфи Фарли (англ. John Murphy Farley; 20 апреля 1842, Ньютонхамильтон, Соединённое Королевство Великобритании и Ирландии — 17 сентября 1918, Нью-Йорк, США) — американский кардинал. Титулярный епископ Зевгмы и вспомогательный епископ Нью-Йорка с 18 ноября 1895 по 15 сентября 1902. Администратор архиепархии Нью-Йорка с 5 мая по 15 сентября 1902. Архиепископ Нью-Йорка с 15 сентября 1902 по 17 сентября 1918. Кардинал-священник с 27 ноября 1911, с титулом церкви Санта-Мария-сопра-Минерва с 30 ноября 1911.

## Ранние годы и образование
Родился Джон Мёрфи Фарли 20 апреля 1842 года, в Ньютонхамильтоне, графстве Арма, в Ирландии. Сын Филиппа Фарли и Кэтрин Мёрфи, которая была родом из Мойлса, что в приходе Монахан и Ракваллэйс.
Образование получил в Колледже Святого Маккартана, в Малой семинарии епархии Клогер, в Монахане (он учился в колледже благодаря щедрости своего дяди Патрика Мёрфи, который эмигрировал в Нью-Йорк, дядя выразил своё искреннее желание, чтобы Джон получил образование для священства в архиепархии Нью-Йорка), в колледже Святого Иоанна, Фордем, в Нью-Йорке, в семинарии Святого Иосифа, Троя, Нью-Йорк, в Папском Североамериканском колледже, в Риме, Папском Урбанианском Атенеуме «De Propaganda Fide», в Риме.

## Священник
11 июня 1870 года рукоположен в священника, в Риме, кардиналом Костантино Патрици Наро, кардиналом-епископом Порто и Санта-Руфины, генеральным викарием Рима. После своего рукоположения он ненадолго вернулся в Монахан, чтобы навестить свою семью, по пути в Нью-Йорк. Впоследствии он снова посетил Монахан в августе 1892 года для освящения собора Св. Маккартана, а затем в 1906 и 1909 годах.
Помощник настоятеля церкви Святого Петра, в Нью-Брайтоне, Статен-Айленд, Нью-Йорк, в 1870—1872 годах и в 1884—1902 годах. Тайный камергер с 1884 года.
Секретарь архиепископа Нью-Йорка Джона Макклоски, будущего кардинала, в 1872—1884 годах. Сопровождал кардинала Макклоски на Конклав 1878 года, но они прибыли после того, как состоялись избрание Папы Льва XIII. Настоятель церкви Святого Гавриила, в Нью-Йорке с 1884 года. Присутствовал на III Пленарном балтиморском синоде в 1884 году. Генеральный викарий архиепархии Нью-Йорка в 1891—1902 годах. Придворный прелат Его Святейшества с 8 апреля 1892 года. Апостольский протонотарий с 1894 года.

## Епископ
18 ноября 1895 года избран титулярным епископом Зевгмы и назначен вспомогательным епископом Нью-Йорка. Посвящён в епископа 21 декабря 1895 года, в Нью-Йорке, Майклом Огастином Корриганом, архиепископом Нью-Йорка, которому помогали соконсекраторы; Чарльз Эдвард МакДоннелл, епископ Бруклина и Генри Габриелс, епископ Огденсберга. Администратор архиепархии Нью-Йорка после смерти архиепископа Майкла Огастина Корригана 5 мая 1902 года. 15 сентября 1902 года назначен архиепископом Нью-Йорка. Помощник Папского трона с 1905 года.

## Кардинал
Возведён в кардинала-священника на консистории от 27 ноября 1911 года, получил красную шляпу и титул церкви Санта-Мария-сопра-Минерва с 30 ноября 1911 года.
Участвовал в Конклаве 1914 года, на котором был избран папа римский Бенедикт XV.
Скончался кардинал Джон Мёрфи Фарли 17 сентября 1918 года, в 9:17, в своём загородном доме в Ориента-Пойнт, Мамаронек, штат Нью-Йорк, после болезни, продолжавшейся шесть недель, из-за которой он в основном потерял сознание. Похоронен в соборе Святого Патрика, Нью-Йорк.